# Fliede

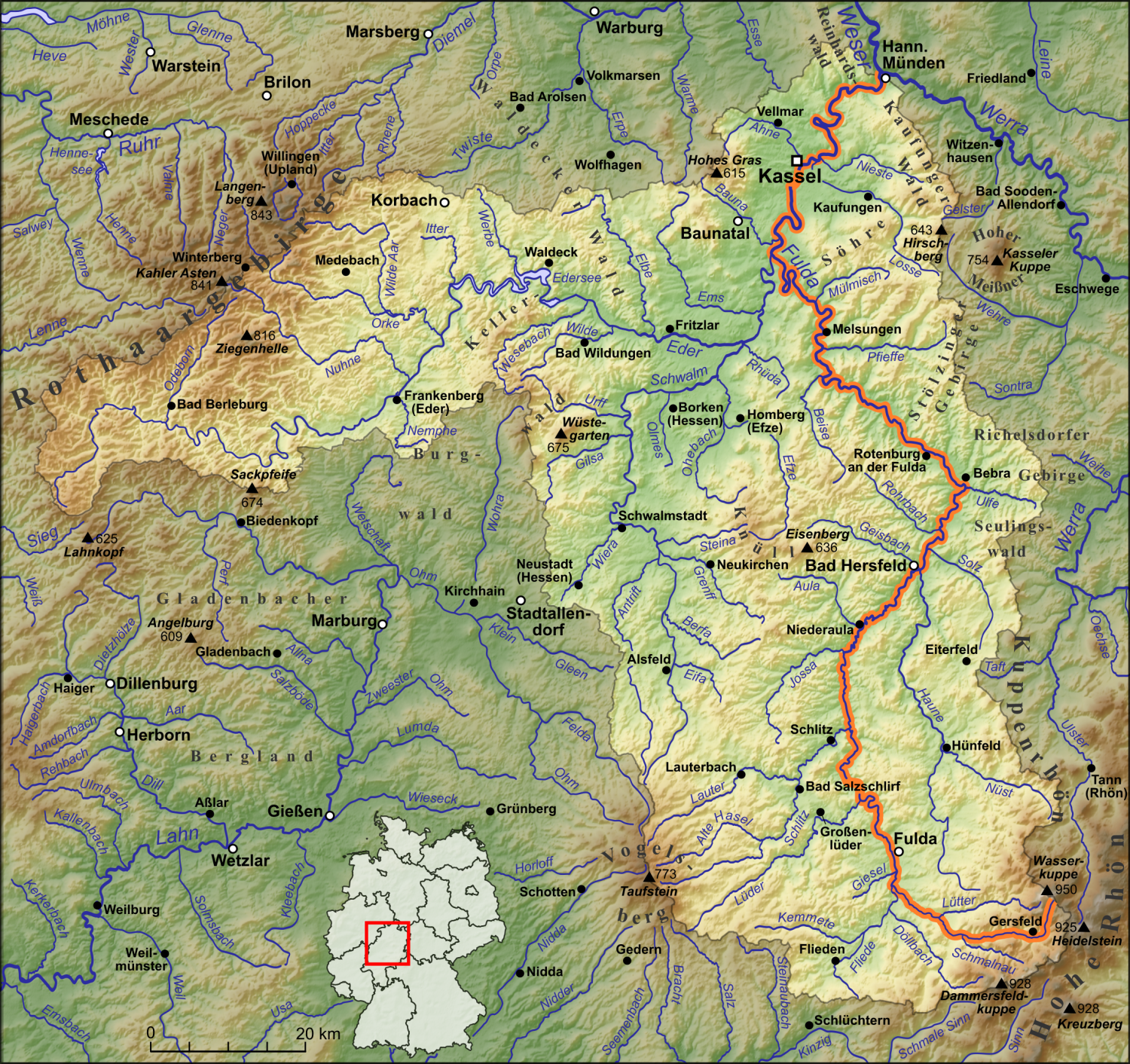
Der Fliede-Verlauf auf dem Weg zur Fulda - am (Kartenende rechts)

Die Fliede ist ein nominell 21,8 km (über Kemmete 25,5 km, über Döllbach 28,1 km) langer, südwestlicher und linker Zufluss der Fulda im hessischen Landkreis Fulda (Deutschland).
Zuflüsse der Fliede bilden das FFH-Gebiet Nr.5523-302 „Zuflüsse der Fliede“.

## Name
In den ersten schriftlichen Erwähnungen aus dem 9. Jahrhundert wird der Fluss Fliedina genannt. Der Name leitet sich vom germanischen Wort *fleuþa- (='das Schwimmen') ab.

## Geographie

### Verlauf
Die namentliche Fliede entsteht im Fliedener Becken nordwestlich des Hessischen Landrückens durch den Zusammenfluss der Quellbäche Kautzer Wasser (rechts) und Magdloser Wasser (links) in der Ortsmitte Fliedens auf einer Höhe von ungefähr 290 m ü. NHN. In der Gewässerstationierung in Hessen durch HLNUG wird das Hermannswasser, das nach landläufiger Einschätzung ein rechter Nebenbach des Kautzer Wassers ist, als Hauptstrang angesehen.
Vom Zusammenfluss fließt die Fliede in nordöstlicher Richtung im gleichnamigen Flusstal durch die Gemeinden Neuhof (Kerngemeinde zwischen den Gemeindeteilen Neustadt und Opperz sowie südöstlich vorbei an den Ortsteilen Dorfborn und Tiefengruben) und Eichenzell (Ortsteile Kerzell und Löschenrod).
Das Fliede mündet schließlich beim Ortsteil Ziegel des Fuldaer Stadtteils Bronnzell auf einer Höhe von 261 m in den dort von Südosten kommenden Weser-Quellfluss Fulda.

### Nebenflüsse
Hermannswasser (4,7 km; 8,22 km²) und Kautzer Wasser (bis dahin 4,8 km; 9,04 km²) vereinen sich als etwa gleich große Bäche. Am nominellen Ursprung der Fliede sind sie über das Hermannswasser 6,4 und über das Kautzer Wasser 6,5 km lang und haben ein Einzugsgebiet von 32,88 km² entwässert. Das Magdloser Wasser ist mit 7,25 km etwas länger, dürfte jedoch bei einem Einzugsgebiet von nur 20,11 km² weniger Wasser führen.
Nachfolgend sind die wichtigsten Zuflüsse der Fliede relativ zur Stationierung über das Hermannswasser aufgeführt:

(Zur besseren Übersicht bzw. zur Sortierung flussabwärts sind in die DGKZ-Ziffern nach der 422 – Fliede – Bindestriche eingefügt!):
| Name                                   | Lage   | Länge [km] | Einzugsgebiet [km²] | Mündung auf Fliede-km | Quellgebirge                  | DGKZ   |
| -------------------------------------- | ------ | ---------- | ------------------- | --------------------- | ----------------------------- | ------ |
| Hermannswasser                         | rechts | 4,70       | 8,22                | 4,7                   | Hessischer Landrücken         | 422    |
| Kautzer Wasser oberhalb Hermannswasser | links  | 4,80       | 9,04                | 4,7                   | Hessischer Landrücken         | 422-12 |
| Eselswasser                            | links  | 7,50       | 13,60               | 5,8                   | Unterer Vogelsberg            | 422-14 |
| Kautzer Wasser am Fliede-Ursprung      | rechts | 6,50       | 32,88               | 6,4                   | Hessischer Landrücken         | 422    |
| Magdloser Wasser                       | links  | 7,20       | 20,11               | 6,4                   | Unterer Vogelsberg            | 422-2  |
| Kressenwasser                          | rechts | 9,80       | 11,91               | 8,7                   | Brückenauer Kuppenrhön        | 422-32 |
| Kalbach                                | rechts | 11,60      | 26,47               | 11,3                  | Brückenauer Kuppenrhön        | 422-4  |
| Kemmete                                | links  | 15,80      | 55,19               | 12,4                  | Unterer Vogelsberg            | 422-52 |
| Rehbach                                | rechts | 8,00       | 13,41               | 16,1                  | Westliches Rhönvorland        | 422-54 |
| Döllbach                               | rechts | 24,6       | 75,08               | 18,3                  | Dammersfeldrücken (Hohe Rhön) | 422-6  |